# 搬送波対雑音比
搬送波対雑音比（はんそうはたいざつおんひ、英: Carrier-to-noise ratio）は電気通信における変調信号の信号対雑音比 (SNR)。
CNR や C/N とも書かれる。
この言葉は無線周波数のパスバンド信号のCNRと、例えば可聴周波数のアナログメッセージ信号といった復調後のアナログベースバンドメッセージ信号のSNRを区別するために用いられる。区別する必要がない場合はSNRがCNRの代わりに同じ定義の言葉として用いられることがよくある。
ディジタル変調信号 (例えばQAM や PSK) は基本的に2つの連続搬送波 (位相のずれた搬送波であるI と Q成分) からなる。実際、情報 (ビットや符号) はI と Q成分の位相および/もしくは振幅の所与の組み合わせにより搬送される。この理由により、ディジタル変調の文脈においては、ディジタル変調された信号は普通、搬送波と呼ばれる。よって、信号対雑音比 (SNR) の代わりに使われる搬送波対雑音比 (CNR) という用語は、信号がディジタル変調されたときに信号の質を表現するのに好ましい言葉である。
高い C/N 比は、例えばディジタルメッセージ信号の低い符号誤り率 (BER) やアナログメッセージ信号の高いSNRなど、良い受信品質をもたらす。

## 定義
搬送波対雑音比は受信機フィルタを通った後の、受信した変調搬送波信号の仕事率 C と受信雑音の仕事率 N の比として定義される。
{\displaystyle \mathrm {CNR} ={\frac {C}{N}}}.
搬送波と雑音の2つが同じ特性インピーダンスで測定されるとき、この比は以下の値と等しくなる。
{\displaystyle \mathrm {CNR} =\left({\frac {V_{C}}{V_{N}}}\right)^{2}},
{\displaystyle V_{C}} と {\displaystyle V_{N}} はそれぞれ搬送波信号と雑音の二乗平均平方根 (RMS) 電圧レベルを表す。
C/N 比はデシベルで表現されることも多く
{\displaystyle \mathrm {CNR_{dB}} =10\log _{10}\left({\frac {C}{N}}\right)=C_{dBm}-N_{dBm}}
もしくは電圧を用いると、以下のようになる。
{\displaystyle \mathrm {CNR_{dB}} =10\log _{10}\left({\frac {V_{C}}{V_{N}}}\right)^{2}=20\log _{10}\left({\frac {V_{C}}{V_{N}}}\right)}

## CNRの測定と推定
C/N 比はS/N 比を測定するのと同じ方法で測定される。この2つの仕様はともに通信路の品質に指標を与える。
有名なシャノン＝ハートレーの定理によると、C/N 比はS/N 比と等しくなる。C/N 比は搬送波対干渉比 (C/I, CIR)や搬送波対雑音及び干渉比(C/(N+I), CNIR)と似ている。
C/N 推定器は受信機の性能を最大に活用する上で必要である。一般的には、信号電力対雑音電力 (もしくは雑音電力スペクトル密度) の比を測定するより総電力を測定する方が簡単である。そのため、CNRの推定技術が適時であり重要である。